# 品紅副花鮨
品紅副花鮨，為輻鰭魚綱鱸形目鱸亞目鮨科的其中一種，分布於東太平洋區，從加利福尼亞灣至秘魯海域，棲息深度10-70公尺，體長可達35.6公分，生活在岩礁區，為底棲性魚類，屬肉食性，以浮游生物為食，可做為食用魚，有雪卡魚毒的報告。

## 擴展閱讀
維基物種上的相關：品紅副花鮨